# Fürstlich Löwensteinscher Park
Fürstlich Löwensteinscher Park är ett kommunfritt område i Landkreis Main-Spessart i Regierungsbezirk Unterfranken i förbundslandet Bayern i Tyskland.